# Sophronica dorsovittata
Sophronica dorsovittata là một loài bọ cánh cứng trong họ Cerambycidae.